# Keisha
Keisha (Los Ángeles, California; 25 de octubre de 1966) es una bailarina erótica y actriz pornográfica estadounidense.

## Primeros años
Keisha asistió a la secundaria de Westchester (Westchester, California) y se graduó en 1984 a la edad de 17 años. Es de ascendencia española, mexicana e indio-americana por parte de su padre, además de sueca e inglesa por parte de su madre. En una entrevista reveló: "Siempre fui muy sexual e incluso antes de perder mi virginidad (a la edad de 14), tenía una reputación como puta". Trabajaba como secretaria legal, pero quiso hacer algo más emocionante por lo que tomó un trabajo de operadora sexual telefónica. En 1986, acompañó al dueño de esa empresa a los premios XRCO, y en esa ocasión sintió fuerte curiosidad para iniciarse en la industria del porno. "La gente venía a mí y me preguntaba si yo era una actriz y cuando les decía que no, respondían:" Oh, usted debería serlo". Pero lo que realmente me enganchó fue cuando Traci Lords se subió al escenario, una amiga de la compañía de sexo telefónico, se inclinó hacia mí y dijo: "¿Ves a esa chica allí, ella conduce un Ferrari". "El buen sexo y un montón de dinero, sonaba muy bien para mí".
Después de la entrega de premios, habló con todo el mundo que podía o sabía algo sobre el negocio en un esfuerzo por obtener más información acerca de si esto realmente sería algo que a ella le gustaría hacer. Después de un mes se decidió a hacer dos películas y revistas.

## Carrera en el cine para adultos
En marzo de 1986 ella apareció en su primera película para adultos, titulada Reckless Passion con las coestrellas Frank James y Candy Evans. Esto sucedió debido a que una artista femenina se había retirado de una escena, y Keisha intervino para reemplazarla. Llegó a aparecer en más de 225 películas.
En enero de 1987, ella comenzó a presentarse como una "bailarina de striptease", haciendo presentaciones en diferentes clubes de estriptis en los Estados Unidos y Canadá donde se presentaba como "atracción" para la semana. Ella por lo general realiza cuatro shows por noche, junto con sesiones de autógrafos en la que los clientes pueden obtener una imagen Polaroid tomada con ella, una foto de 8x10 autografiada o un lap dance.
A partir de 1990-1991, aminoró su paso en la fabricación de películas y se centró principalmente en función de la danza. Bailó durante una a dos semanas al mes y haría una película de vez en cuando "sólo para mantenerse en lo nuevo del mercado".
En 1996, decidió asistir a la universidad, con ganas de un descanso del negocio pornográfico. Después de graduarse, regresó a la pornografía en 1999.
Keisha es miembro del Salones de la Fama de AVN y XRCO, y también fue incluida en las Leyendas del Salón de la Fama Erótico.

## Filmografía parcial
- Out of Control (1987)
- Mammary Lane (1988)
- Making Ends Meet (1988)
- Inches For Keisha (1988)
- Making Her Way To The Top (1995)
- You Go, Girl (1995)